# Финпромко-Альфа
МФК «Финпромко-Альфа» — мини-футбольный клуб из Екатеринбурга, в 1998—2002 годах выступавший в Высшей лиге чемпионата России по мини-футболу, после чего прекративший своё существование. До 2001 года назывался просто «Альфа».

## История
Екатеринбургская «Альфа» дебютировала в Высшей лиге в сезоне 1998/99, заняв почётное для дебютанта шестое место. Следующий сезон стал для екатеринбуржцев менее удачным — десятое место. В 2001 году команду возглавил известный мини-футбольный тренер Юрий Руднев. Хотя ему не удалось привести команду к высоким местам в чемпионате, «Альфа» сотворила сенсацию в финальном турнире Кубка России 2001 года, обыграв в полуфинале «ВИЗ-Синару», а в финале — «Дину». Это победа позволила команде принять участие в дебютном розыгрыше европейского Кубка обладателей кубков — Recopa Cup. Победив в финале итальянскую «Августу», «Финпромко-Альфа» (название клуба с 2001 года) был в течение 11 лет единственным российским победителем этого кубка, пока в 2012 году второй российский клуб «Газпром Югра» не завоевал первое место.
Победа в Recopa Cup стала прощальным рывком команды. Из-за желания создать более конкурентоспособную команду из Екатеринбурга (тогда в Высшей лиге помимо «ВИЗ-Синары» играл ещё и екатеринбургский «УПИ-ДДТ») и неудовлетворительных результатов в чемпионате президент клуба Анатолий Павлов принял решение о расформировании команды.

## Выступления в чемпионатах России
| Сезон   | Лига            | Занятое место                          |
| ------- | --------------- | -------------------------------------- |
| 1998/99 | Высшая лига (I) | 6                                      |
| 1999/00 | Высшая лига (I) | 10                                     |
| 2000/01 | Высшая лига (I) | 9                                      |
| 2001/02 | Высшая лига (I) | 1/4 финала (7 в регулярном чемпионате) |

## Достижения
- Обладатель Кубка России по мини-футболу (2001)
- Обладатель Кубка обладателей кубков по мини-футболу (2002)